# Papa-formiga-de-topete
Papa-formiga-de-topete (nome científico: Pithys albifrons) é uma espécie de ave pertencente à família dos tamnofilídeos. A espécie é encontrada no Brasil, Colômbia, Venezuela, Equador e Peru; e também nas Guianas.
Seu nome popular em língua inglesa é "White-plumed antbird".